# Filosofía de la liberación
La Filosofía de la liberación o Filosofía latinoamericana de la liberación es un movimiento filosófico surgido en Argentina a comienzos de la década de 1970. La misma fue formulada en el libro Hacia una filosofía de la liberación latinoamericana, publicado en 1973 y elaborado colectivamente por Osvaldo Adelmo Ardiles, Mario Casalla, Horacio Cerruti, Carlos Cullen, Enrique Dussel, Rodolfo Kusch, Arturo Andrés Roig, Juan Carlos Scannone,  y Julio de Zan. La corriente adopta una postura fuertemente crítica de la filosofía clásica a la que califica de eurocéntrica y opresora, y propone un pensar desde la situación de los oprimidos y la periferia. Para ello la Filosofía de la liberación elaboró un método de relación de lo universal con lo particular denominado analéctica.

## Contenido
La propuesta del movimiento fue presentada en público durante el "II Congreso Nacional de Filosofía" realizado entre el 6 y el 11 de junio en la ciudad de Alta Gracia (Córdoba) en 1971.Su expresión más acabada fue la ponencia "Metafísica del sujeto y liberación" expuesta por Enrique Dussel en el simposio "América como problema".
En 1973 aparece su manifiesto fundacional como escuela de pensamiento, la obra colectiva Hacia una filosofía de la liberación latinoamericana.
Los dos aspectos que caracterizan a la Filosofía de la liberación son:
- la mediación de las ciencias humanas
- el método analéctico

La función mediadora de las ciencias humanas que tiene la filosofía de la liberación pone el acento en la necesidad de realizar operaciones de discernimiento y análisis crítico que permitan situar los conocimientos histórica y geoculturalmente.
El método analéctico elaborado por la filosofía de la liberación se guía por la necesidad de relacionar la universalidad y la particularidad del conocimiento y la práctica con una mirada "universal-situada y analógica del hombre", de modo que "los aportes regionales de las ciencias 'encarnen', sitúen y concreticen la universalidad y la radicalidad filosóficas sin reducirlas a una dimensión humana particular, ni a una sola época, ni a un solo ámbito social o geocultural", trascendiendo las particularidades, pero sin diluir las abstracciones universales que puedan considerarse superiores.
Dussel explica el contenido del movimiento en su libro Filosofía de la liberación. Sostiene que la situación de estar y nacer en la periferia le ofrece a la filosofía una situación privilegiada con respecto al tipo de filosofía que se puede practicar en los centros hegemónicos de poder. Mientras que en Europa la filosofía se convierte pronto en un instrumento de opresión al servicio de la dominación del centro, en la periferia se convierte en instrumento de liberación. 
La filosofía de la periferia es, necesariamente, una filosofía de la liberación. La filosofía de los centros de poder no es otra cosa que una ontología que enuncia una mismidad: "El ser es, el no-ser no es", lo cual significa que todo lo que esté fuera de las fronteras del ser, carece de ser. Y esta frontera del ser coincide con las fronteras imperiales: "El ser llega hasta las fronteras de la helenicidad. Más allá, más allá del horizonte, está el no-ser, el bárbaro".
Al delimitar el ser, la ontología delimita lo humano a aquello que se circunscribe a las fronteras de un grupo en particular: el grupo de los conquistadores.  Quién está más allá de esas fronteras es visto como un bárbaro, como alguien que carece de ser y puede, por ello, ser esclavizado y asesinado. Esto es exactamente lo que ocurrió con la llegada de los conquistadores a las Américas. La primera pregunta filosófica que se hicieron estuvo marcada por la ontología: ¿son los indígenas hombres o no lo son? La filosofía viene siempre ligada con la geopolítica.

## Actualización
El teólogo Scannone, uno de sus formuladores y referente del Papa Francisco, ha dicho en 2009 que la Filosofía de la liberación latinoamericana (FL), que en la década de 1970 se centraba en el concepto de "explotación", debe formularse desde el surgimiento de la globalización tomando como eje el concepto de "exclusión", y que la "opción por los pobres" que caracteriza a la filosofía de la liberación, "se concretiza hoy en una opción por los excluidos", sean éstos pueblos, grupos sociales o personas, que son la mayoría del mundo global y de América Latina. Por esta razón Scannone propone que toda contribución académica o política de las ciencias sociales debe realizarse desde la "perspectiva de los excluidos".